# Methia maculosa
Methia maculosa là một loài bọ cánh cứng trong họ Cerambycidae.